# Главная улица (Херсонес)

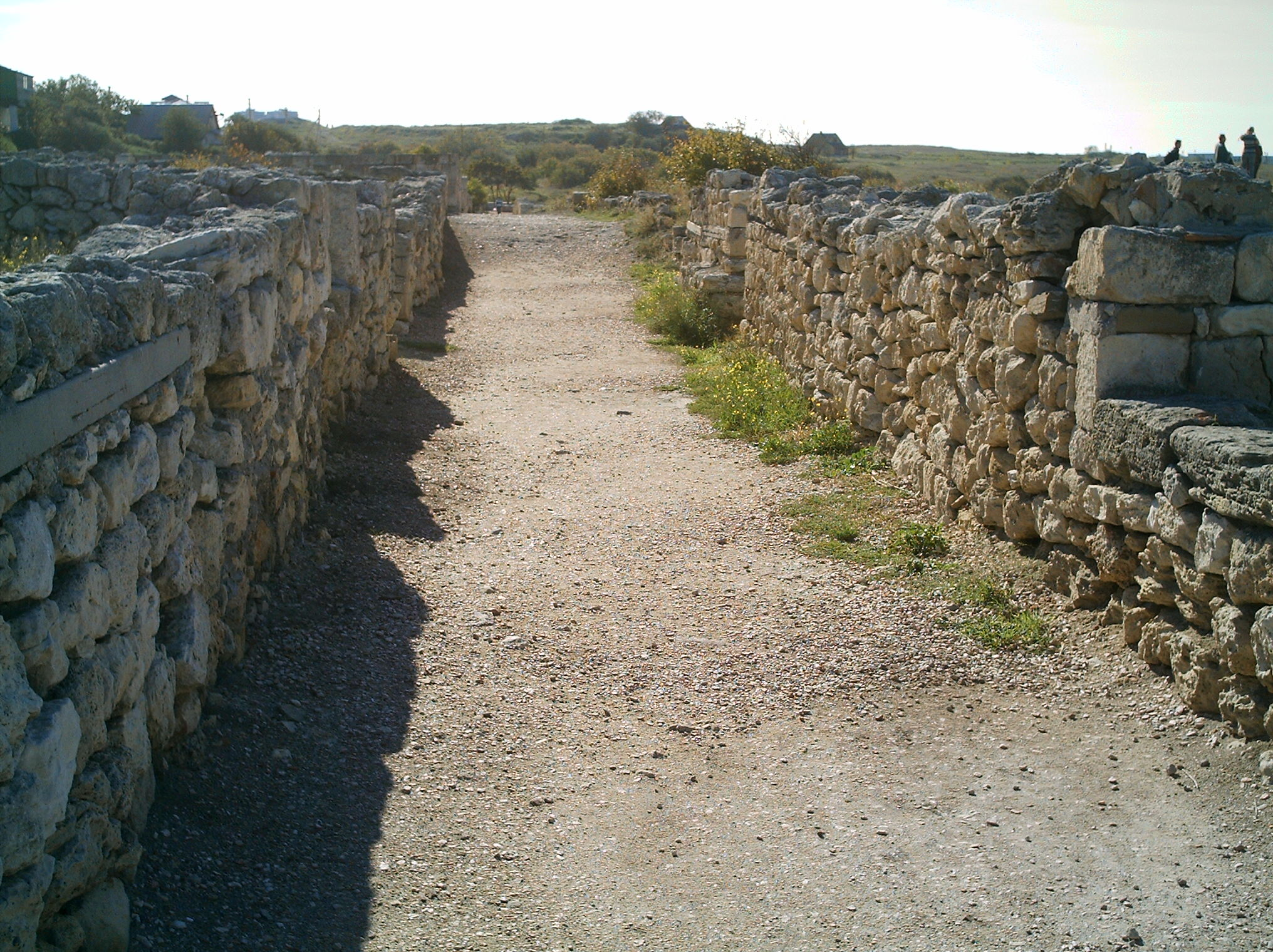

Главная улица — условное наименование заложенной в античные времена великой улицы в городе Херсонес Таврический, которая выходит на центральную площадь, где сейчас расположен Владимирский собор и была найдена стела с Присягой граждан Херсонеса.

## Краткое описание
Главная улица Херсонеса пролегала с юго-запада на северо-восток, от главных городских ворот крепостной стены на обрывистой стрелке мыса. Ширина центральной улицы, как и ширина других продольных улиц, достигала около 6,5 м. Поперечные улицы были 4,5 м в ширину. Длина составляла около 900 м.
В прямоугольных кварталах вплотную друг к другу стояли три-четыре дома, обращенные к улицам глухими стенами и высокими заборами. Всего вдоль улицы располагались 14 жилых кварталов, одинаковых по площади. Каждый квартал состоял как правило из четырех домов. Иногда весь квартал занимал лишь один дом, принадлежавший зажиточному горожанину.
Главная улица начинались на центральной площади, где располагалось много Херсонесских храмов и заканчивалась у берега моря площадью, вымощенной большими тесаными плитами. В восточной части площади располагался античный храм, а вход в нее украшали арочные ворота.
Археологи предполагают, что район центральной улицы был наиболее благоустроенным: до сих пор хорошо видна регулярная планировка города, сохранившееся почти без изменений с эллинистического времени.